# Шварц, Антон Исаакович
Анто́н Исаа́кович Шварц (24 января (5 февраля) 1896, Екатеринодар — 21 февраля 1954 года, Ленинград) — советский артист эстрады, мастер художественного слова, декламатор. Заслуженный артист РСФСР (1947). Лауреат Первого Всесоюзного конкурса мастеров художественного слова (1937).

## Творческая биография
Родился в Екатеринодаре, в семье вольнопрактикующего врача Исаака Берковича (Борисовича) Шварца и Изабеллы Антоновны Шварц (?—1953). Двоюродный брат драматурга Евгения Шварца. У него были сёстры Маргарита (1912) и Валентина (1901—1990).
В 1917 году Антон Шварц поступил в только что организованную Павлом Вейсбрёмом «Театральную мастерскую», в труппе которой играли Фрима Бунимович (Бунина) — жена Антона, его двоюродный брат Евгений Шварц с женой Гаянэ Халаджиевой, Георгий Тусузов, Рафаил Холодов. Репертуар театра составляли поэтические представления: «Пир во время чумы», «Маскарад» пьесы Блока, Ремизова, Гоцци.
По словам критика Моисея Янковского, Антон Шварц «вовсе не был актёром по призванию, он уже в ту пору безгранично любил стихи, знал наизусть тысячи строк разных поэтов и вскоре показал себя прирождённым чтецом».
В сентябре 1920 года на сцене ростовского кафе «Подвал поэтов» состоялась премьера пьесы В. Хлебникова «Ошибка смерти» (режиссёр А. Надеждов). Сам Велемир Хлебников присутствовал и на репетициях «Театральной мастерской» и непосредственно на премьере. Весной или летом 1920 в мастерской ставится пьеса Гумилёва «Гондла». О постановке узнал автор и будучи проездом в Ростове в августе 1921 встретился с артистами. Вот как встречу описывает актриса мастерской З. Шубина:
«Уже закончился сезон, и никаких спектаклей не было… Однажды вечером мы собрались в театре, и вдруг входит мужчина и представляется: «Я — автор «Гондлы» Гумилёв». Можете себе представить наше состояние. Онемели. Гумилёв просил нас показать спектакль, но сезон окончен — ни декораций, ни осветителей, ни бутафоров. Спектакль показать нельзя. Мы предложили читать отрывки. Антон Шварц играл и читал Гондлу, здесь же присутствовала и Халайджиева, играющая Леру. Началось чтение, обсуждения, разговоры на литературную тему. Гумилёв пришел в восторг. «Я вас здесь не оставлю, переведу в Петроград». Ему надо было ехать на вокзал. Мы пошли его провожать… Халайджиева сказала Гумилёву: «Поклянитесь, что Вы нас не забудете». Гумилёв торжественно поднял руку и сказал: «Клянусь».
В сентябре 1921 года труппа театра начинает переезжать в Петроград. В январе 1922 года начались спектакли «Театральной мастерской» в зале Владимирского клуба. Но, в скором времени, так и не прижившись на новом месте «Театральная мастерская» распалась.
В 1922 году Шварц поступает на факультет общественных наук Петроградского университета, некоторое время занимается адвокатурой, одновременно увлекается чтением стихов. Сопровождал лекции по литературе чтением художественных произведений, участвовал в сборных концертах.
После встречи в 1927 году с крупнейшим мастером художественного слова Александром Закушняком Шварц решает целиком посвятить себя концертной деятельности. В 1929 году в Ленинградском театре эстрады состоялся его первый открытый концерт. Искусство Шварца отличалось простотой, благородством, высокой культурой. Не прибегая к театрализации, он достигал большой выразительности при помощи интонационных штрихов, филигранно отделывая речевой рисунок. Шварц глубоко вскрывал мысль, идейно-философскую сущность произведения, тонко передавал особенности литературного стиля автора.
В 1936 году выпустил программу «Великие русские поэты», включив в неё стихи Пушкина, Лермонтова, Тютчева, Некрасова Блока, Есенина. В 1943 году выступал с программой «Лермонтов», куда вошли «Демон», «Фаталист», стихи. Исполнение Шварца отличалось глубиной философского постижения Лермонтова, строгой подчиненностью речевых выразительных средств логике развития мысли, сочетанием непринуждённой разговорности с повышенным вниманием к ритмико-музыкальной структуре стиха.
К середине 1940-х годов в репертуаре Шварца семь программ из произведений Горького, Шолохова, Толстого, Горбатова, Паустовского, Зощенко, три программы по поэмам и стихам Пушкина, свыше десяти программ из произведений Гоголя, Салтыкова-Щедрина, Чехова, Куприна, Лескова. В 1944 году выступал с программой «Мопассан» по рассказам Ги де Мопассана. Пропагандировал советскую поэзию (произведения Маяковского, Асеева, Багрицкого, Сельвинского).

## Семья
- Первая жена — актриса Фрима Ильинична Бунимович (с 1930-х годов сценический псевдоним Ирина Александровна Бунина, 1897–1963), сестра музыковеда, музыкального критика и пианиста Владимира Ильича Музалевского (настоящая фамилия Бунимович)[9].
- Вторая жена — переводчица английской детской литературы Наталия Борисовна Шанько (1901—1991).

## Художественное чтение
Стихотворения Гавриила Державина
- «Персей и Андромеда»
- «Цыганская пляска»
- «Снигирь»
- «Кружка»

Произведения Александра Пушкина
- 1934 — «Полтава» (отрывок поэмы) слушать
- 1936 — «Пиковая дама» (страницы повести)
- 1940 — «Евгений Онегин» (фрагменты романа) слушать
- 1947 — «Руслан и Людмила» (поэма) слушать
- 1947 — «Медный всадник» (поэма) слушать
- 1947 — «Метель» (повесть) слушать
- 1947 — «Граф Нулин» (поэма)
- 1947 — «Египетские ночи» (фрагмент повести)
- 1947 — Стихотворения:
  - «К Чаадаеву» слушать
  - «Погасло дневное светило» слушать
  - «Я памятник себе воздвиг нерукотворный» слушать
  - «Зимняя дорога» слушать
  - «Дорожные жалобы» слушать
  - «Зимнее утро» слушать
  - «Бесы» слушать
  - «Олегов щит»

Произведения Николая Гоголя
- 1935 — «Мёртвые души» (литературная композиция по поэме)
- 1935 — «Сорочинская ярмарка» (страницы повести)

Произведения Михаила Лермонтова
- 1943 — «Демон» (поэма)
- 1943 — «Фаталист» (фрагменты романа)
- 1943 — Стихотворения

Произведения Ивана Тургенева
- «Три встречи» (рассказ, фортепиано — Георгий Эдельман) слушать

Произведения Николая Лескова
- «Очарованный странник» (отрывок повести) слушать

Произведения Льва Толстого
- «Война и мир» (страницы романа)

Произведения Антона Чехова
- «Шампанское» (рассказ проходимца) слушать
- «Дочь Альбиона» (рассказ)
- «Анюта» (рассказ)

Произведения Максима Горького
- «Песня о Соколе» (поэма в прозе) слушать

Произведения Константина Паустовского
- 1952 — «Рождение моря» (рассказ)

Произведения Ги де Мопассана
- 1944 — «Менуэт» (новелла)

Сказки Андерсена
- 1938 — «Самое невероятное»

Стихотворения Владимира Маяковского
- «Гимн судье» слушать
- «Владимир Ильич Ленин» (отрывок) слушать
- «Внимательное отношение к взяточникам» слушать

Стихотворения Эдуарда Багрицкого
- «Весна»

Стихотворения Семена Кирсанова
- Киноэтюд Ильи Трауберга «Турксиб» (1931)[11]

Запечатлённое на плёнку выступление артиста Антона Шварца, читающего стихотворение «Турксиб» Семена Кирсанова. 

Выступление чтеца иллюстрируется вмонтированными в фильм кадрами из документальной картины 1929 года «Турксиб» режиссёра Виктора Турина.

## Сочинения
- Шварц А. И. «В лаборатории чтеца». М.: Искусство, 1960.